# Пісочниця (техніка)

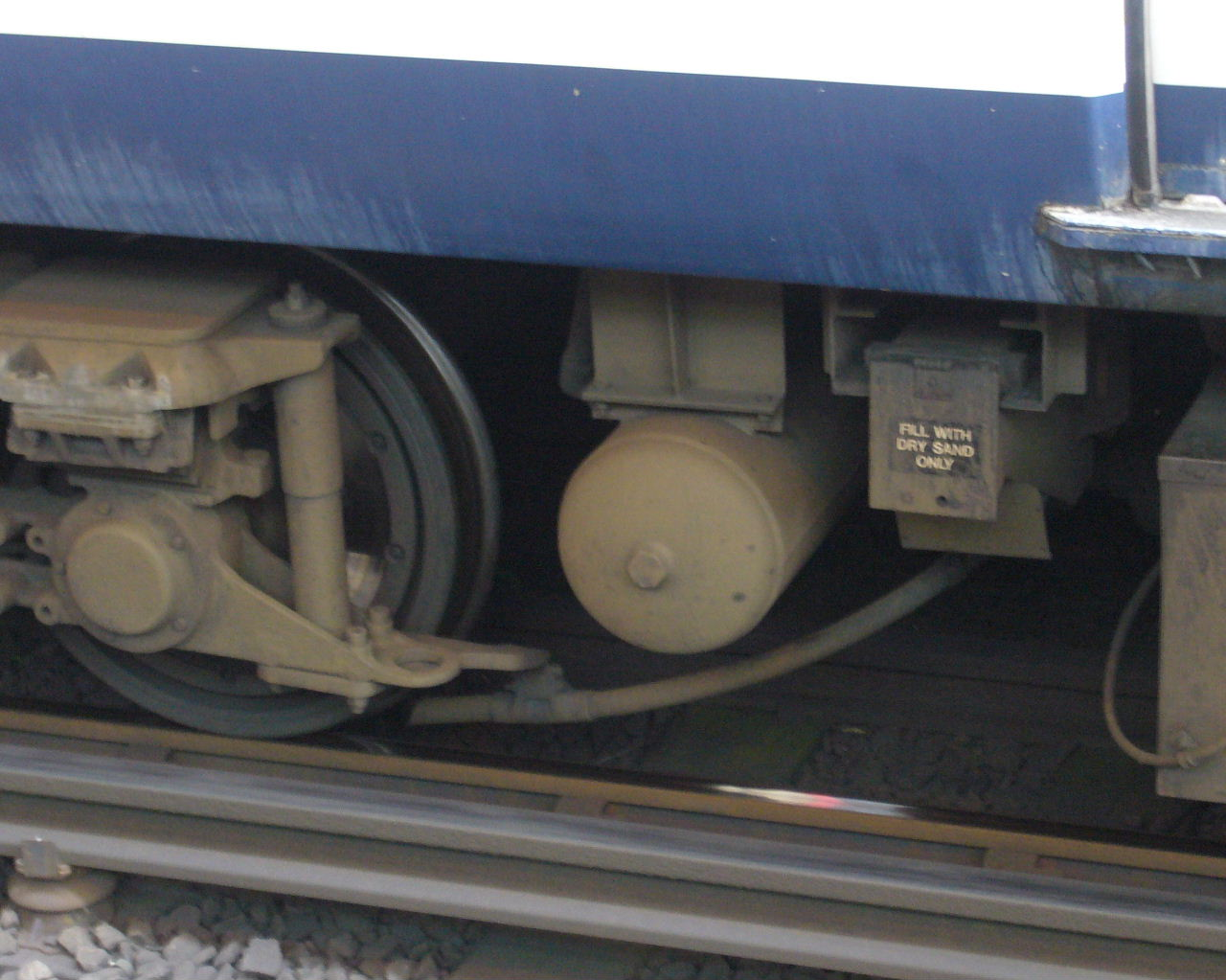
Труба для подачі піску, встановлена на візку локомотива

Пісочниця — ємність з піском, що встановлюється на рейковому рухомому складі (локомотив, трамвай). Входить до складу системи, яка призначена для подачі піску під рушійні колісні пари, тим самим підвищуючи коефіцієнт зчеплення коліс з рейками, що в свою чергу дозволяє збільшити дотичну силу тяги і запобігти боксуванню.

## Опис
Сама ідея підвищення сили тяги локомотива шляхом посипання рейок піском з'явилася ще на зорі паровозобудування. Відомий такий факт: на відкритті руху по Миколаївській залізниці (Санкт-Петербург — Москва), один з підрядників вирішив «для краси» пофарбувати чорною фарбою рейки на Вереб'їнському мосту. Коли поїзд заїхав на міст, то трапилося непередбачене — паровоз забуксував (підйом в цьому місці становить 8,2 ‰ — найбільший на всій магістралі). Вихід з цієї ситуації знайшов машиніст, який почав посипати рейки попелом з котла, після чого паровоз зумів подолати підйом.

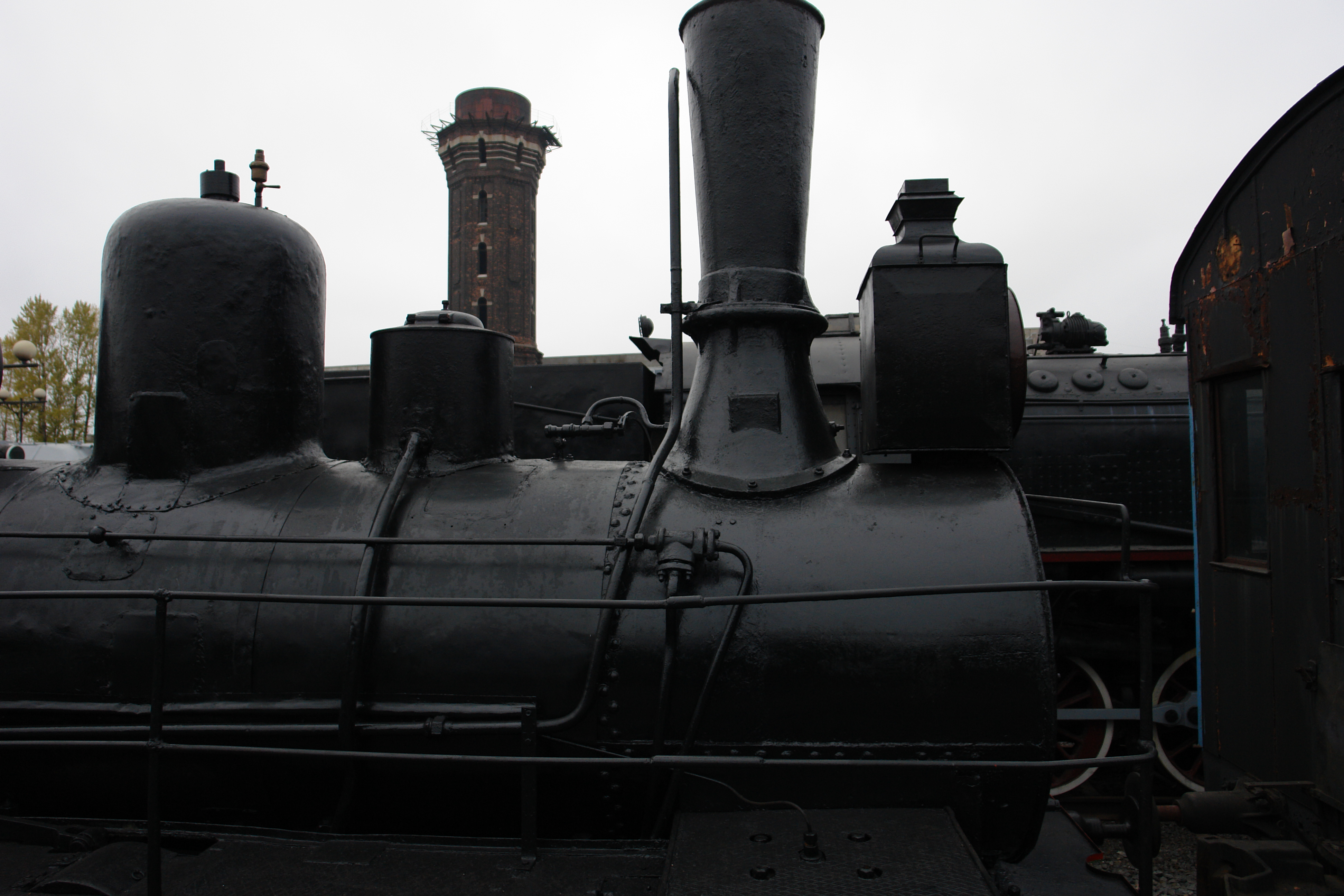
Передня частина котла паровоза. Пісочниця встановлена між димовою трубою і сухопарником

Для подачі під рейки використовується сухий кварцовий пісок. За допомогою стиснутого повітря пісок подається з пісочниці в спеціальні форсунки, які направляють струмінь піску в зону контакту коліс з рейками. На паровозах одна або кілька пісочниць встановлювалися, як правило у верхній частині парового котла, на сучасних локомотивах в спеціальних кишенях кузова.
Подачу піску використовують у випадках, коли необхідно збільшити силу тяги (при рушанні поїзда з місця або при русі по крутому підйому), рідше при гальмуванні. У разі гальмування до повної зупинки, подача піску не рекомендується, особливо для одиночного локомотива, оскільки виникає ризикована ймовірність того, що при зупинці локомотива між колесами і рейками буде знаходитися шар піску, тим самим рейкове коло покаже неправильний сигнал світлофора, що огороджує дану колійну дільницю. Світлофор може показати дозволяючий сигнал рухомому составу, що рухається позаду локомотива, який став на пісок.